# 4451 Grieve
4451 Grieve eller 1988 JJ är en asteroid i huvudbältet som korsar Mars omloppsbana. Den upptäcktes 9 maj 1988 av den amerikanska astronomen Carolyn S. Shoemaker vid Palomar-observatoriet. Den är uppkallad efter Richard A. F. Grieve.